# Иньяпари
Иньяпари (Inamari, Iñapari) — почти исчезнувший аравакский язык, на котором по данным за 1999 год говорило 4 человека, проживающие на реке Пьедрас, устье реки Сабалуйо, около города Пуэрто-Мальдонадо, в Перу. В Боливии язык считается мёртвым. Все четверо являются двуязычными: иньяпари и испанский, у них нет ни одного ребёнка, что, скорее всего, приведёт к исчезновению этого языка.